# Marcos García Castro
Marcos García Castro (Sancti Spíritus, Las Villas, Cuba, 30 de junio de 1842 - La Habana, Cuba, 20 de febrero de 1909) fue un abogado, militar y político cubano del siglo XIX.

## Orígenes y Guerra de los Diez Años
Marcos García castro nació en la ciudad de Sancti Spíritus, Las Villas, Cuba, el 30 de junio de 1842. De profesión, era abogado. 
El 10 de octubre de 1868, ocurrió el Grito de Yara, el estallido de la Guerra de los Diez Años (1868-1878), primera guerra por la independencia de Cuba. 
Los villareños se levantaron en armas, en febrero de 1869, durante el llamado Alzamiento de las Villas. García Castro se alzó en armas en Banao, cerca de su ciudad natal, al frente de gran cantidad de hombres. 
Participó en numerosos combates durante los primeros años de la guerra. En diciembre de 1869, sustituyó en su cargo al General Cristóbal Acosta Páez. 
En 1870, ocupa interinamente la jefatura del “Distrito de Sancti Spíritus”. Luego, queda bajo las órdenes del Mayor general Carlos Roloff. 
En septiembre de 1873, pasa a ser representante de Las Villas ante la Cámara. Desde su puesto, dirigió fuertes acusaciones contra el presidente Carlos Manuel de Céspedes, el cual fue depuesto un mes más tarde.
Ascendido a Coronel, el 23 de mayo de 1874, su ascenso a General de Brigada (Brigadier) no está especificado, pues no aparece en el escalafón de generales del Ejército Mambí. En diciembre de dicho año, se convierte en Jefe de Brigada de las tropas villareñas en el Camagüey. 
En los años finales de la guerra, fungió como Secretario de la Cámara de Representantes, se opuso a la Sedición de Santa Rita, ocurrida en 1877, y finalmente, fue comisionado por el “Comité de Centro” para informar a los villareños del final de la guerra, producto del Pacto del Zanjón, en febrero de 1878. Depuso las armas en Ojo de Agua, el 28 de febrero de 1878. 

## Últimos años y muerte
Durante la Tregua Fecunda, García Castro pasa a ser miembro del Partido Liberal Autonomista. Desde dicho partido, se opuso tanto a la Guerra Chiquita (1879-1880), como a la Guerra Necesaria (1895-1898), continuaciones de la primera guerra.
Fue varias veces alcalde de la ciudad de Sancti Spíritus. En 1897, pasa a ser gobernador civil de Las Villas y en enero de 1898, sufrió un intento de asesinato, al cual sobrevivió. 
Tras el fin de la Guerra Necesaria, se radica en La Habana y trabaja como Juez Correccional. Nunca fue molestado por su oposición a la guerra de independencia. Falleció de causas naturales en dicha ciudad, el 20 de febrero de 1909, a los 67 años de edad.